# Jordi Sales i Coderch
Jordi Sales i Coderch (Barcelona, 1943) és un filòsof català.
El 1973 es doctorà en filosofia a la Universitat de Barcelona, on és professor des del 1968 i ha estat degà de la facultat de filosofia els períodes 1995–1998 i 2006-2009. Ha estat president de la Societat Catalana de Filosofia de l'Institut d'Estudis Catalans (1989-2001) i és coeditor del seu Anuari. És promotor de diverses iniciatives a l'entorn de l'estudi i el debat del pensament i de la formació, com ara els col·loquis de Vic, l'editorial Barcelonesa d'Edicions i la Fundació Relleu. Fou rector de la Universitat Catalana d'Estiu entre 2009 i 2013.

## Obra publicada
- Coneixement i situació (PPU, 1990)
- Introducció a la lectura de Leo Strauss. Jerusalem i Atenes, amb Josep Monserrat i Molas
- L'ensenyament platònic I: Figures i Desplaçaments (Anthropos, 1992)
- A la flama del vi. El convit de Plató, filosofia de la transmissió. Estudis sobre l'ensenyament platònic II (Barcelonesa d'Edicions, 1996)
- Hermenèutica i modernitat, col·laboració (2010)
- Aristòtil lector de Plató: incursions en el "fileb" platònic (Institut d'Estudis Catalans, 2011)
- La captivitat inadvertida (Galerada, 2013)[4]